# Universidad Austral (Argentina)
La Universidad Austral es una universidad privada fundada en 1991 en la Argentina. Es propiedad de la Asociación Civil de Estudios Superiores (ACES), y tiene su sede principal en el campus de Pilar, y subsedes en Buenos Aires y Rosario.

## Desarrollo
Formalmente fundada en 1991, la Universidad Austral se encuentra entre las más prestigiosas universidades argentinas. La universidad es considerada por diversos rankings la mejor institución privada de la República Argentina, la tercera mejor universidad en Argentina, una de las 10 mejores universidades privadas en América Latina y la mejor universidad de Latinoamérica con menos de 50 años.
La Universidad Austral procura mantener una adecuada proporción de profesores con alta dedicación y título de doctor, requisito necesario para incrementar la producción científica y la investigación.
Es una universidad inspirada por San Josemaría, fundador del Opus Dei. Con el mismo impulso inicial, hoy el Opus Dei asiste a la Universidad Austral en incorporar los principios cristianos en la enseñanza, en sus contenidos e incluso en el modo de gestionar la Universidad.
A diciembre de 2019, contaba con más de 4000 alumnos de grado y más de 1200 profesores.

## Historia
En 1977 se constituyó ACES (Asociación Civil de Estudios Superiores), la asociación que años después fundó la Universidad. Esta es una entidad sin fines de lucro, con personería jurídica e inscripta en el Registro Nacional de Entidades de Bien Público. ACES tiene como objeto social el desarrollo de estudios de nivel superior. 
En 1978, ACES fundó el IAE Business School, la Escuela de Negocios de la que luego sería la Universidad, y en cierto punto la precursora de la misma.
Casi 10 años después, en 1987, se constituyó el Instituto de Investigación y Postgrado, con el objetivo de impulsar la realización de actividades de investigación y cursos de perfeccionamiento en las áreas del Derecho y las Ciencias Sociales.
Al poco tiempo, en 1991, el Ministerio de Educación otorgó el permiso provisorio para el funcionamiento de lo que luego sería la Universidad Austral. La misma estableció su sede principal en Garay 125, CABA. La Universidad Austral comenzó sus actividades en 1991 con la autorización provisional del Ministerio de Educación. Ese mismo año se creó la Facultad de Ciencias Empresariales en la ciudad de Rosario.
En 1992 nació la Facultad de Ciencias de la Información (hoy Facultad de Comunicación) con el dictado de la carrera de Comunicación Social y en 1994 nacieron la Facultad de Ingeniería, con las carreras de Ingeniería Industrial e Ingeniería Informática, y el Instituto de Ciencias para la Familia, con diversos cursos.
1995 es el año de fundación de la Facultad de Derecho. Ese mismo año se lanzó la carrera de grado de Abogacía, que se sumó a los distintos cursos y estudios de posgrado que la Universidad venía ofreciendo en el área del derecho a través de su Instituto de Investigación y Postgrado. 
En 1996 surgió la Facultad de Ciencias Biomédicas con el dictado de Medicina y Enfermería.
El rápido crecimiento de la institución y los objetivos fijados por la misma hicieron que en 1998 la Escuela de Negocios de la Universidad, el IAE, inaugurara el Campus de Pilar y que en el año 2000 la Universidad decidiera abrir el Hospital Universitario, también en el Campus de Pilar. Todo esto fue posible gracias a una muy importante donación por parte del empresario Jorge Gregorio Perez Companc.

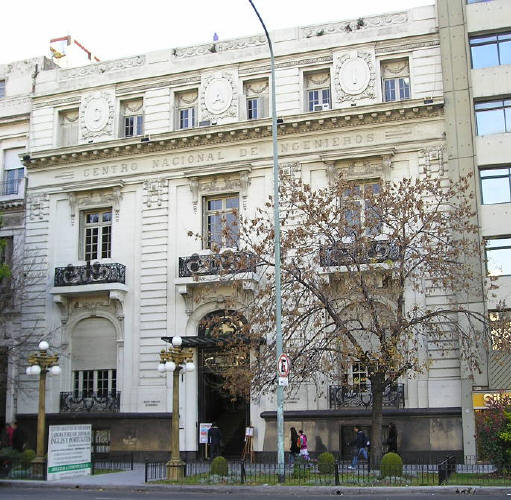
La sede de Buenos Aires de la Austral, sobre la calle Cerrito.

Tras cumplir con todos los plazos y requisitos previstos por la Ley de Educación Superior, en febrero de 2002 la Universidad recibió la autorización definitiva por parte del Poder Ejecutivo (Decreto 300/2002). 
En 2008 surgió el Instituto de Filosofía y el Parque Austral, un espacio científico, tecnológico y empresarial en el ya consolidado Campus de Pilar.
Tras largos años de crecimiento sostenido en el año 2013 se inauguró parcialmente el Edificio de Grado de la Universidad en el Campus de Pilar. El proyecto del campus, ahora con el resto de las carreras de grado, nace muy inspirado en el campus de la Universidad de Navarra, en Pamplona. Este nuevo edificio, diseñado para en un futuro alojar solamente a la Facultad de Ingeniería, fue completado finalmente en 2014.  Para el inicio lectivo de 2014 la sede de Garay ya se encontraba cerrada y todas las carreras de grado que se empezaron en la Universidad (a excepción de las que se venían cursando en Rosario) se comenzaron a cursar en el Campus de Pilar.  La Universidad, entonces, cerró "Garay" y dividió sus sedes entre el Campus de Pilar (sede central), la sede de Rosario y la nueva sede de Recoleta, ubicada en el edificio del CAI, en Cerrito 1250.
Desde acá se dio el posterior desarrollo de la Universidad, con la apertura de la carrera de Psicología en el 2014 y la creación de la Escuela de Política, Gobierno y Relaciones Internacionales en 2015. En 2019 se recibieron los primeros psicólogos de la Universidad Austral. 
El ciclo lectivo 2019 inició con 4 nuevas carreras de grado: Diseño, Ingeniería Biomédica, Profesorado Universitario de Educación Primaria y Nutrición.
De acuerdo a palabras del propio rector, la Austral enfrenta ahora el desafío de crecer, en infraestructura, oferta académica y cantidad de alumnos y profesores, en un contexto de crisis económica generalizada.

## Unidades académicas

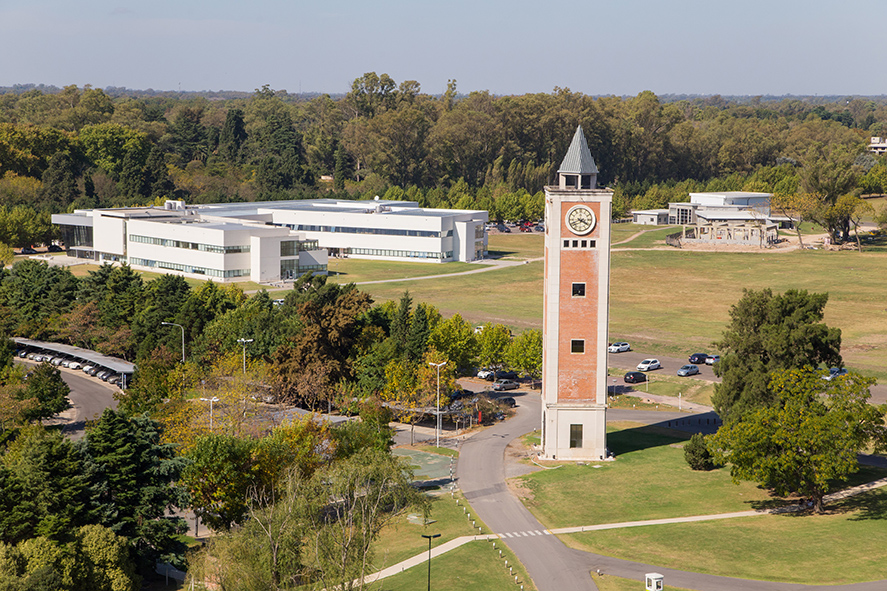
Foto aérea del Edificio de Grado y el Reloj, en el Campus de Pilar.

La universidad cuenta con 10 unidades académicas, de las cuales 7 ofrecen asignaturas de grado y posgrado.

### Facultad de Ciencias Biomédicas
Junto con el Hospital Universitario Austral y el plan médico Austral Salud conforman el CAS: Centro Académico de Salud.
Está planificada la construcción de un nuevo edificio para la FCB, para lo cual se ha llamado a concurso. El objeto de este es, no solo ampliar la capacidad edilicia de la facultad (que tuvo que alquilar aulas en el Parque Austral), sino también liberar espacio para la ampliación del hospital.
La facultad cuenta con las siguientes carreras:
- GRADO
  - Medicina
  - Lic. en Enfermería
  - Lic. en Psicología
  - Lic. en Nutrición
- POSGRADO
  - Maestría Profesional en Fisiopatología, Bioquímica y Clínica Endocrinológica
  - Maestría Profesional en Mecánica Vascular e Hipertensión Arterial
  - Maestría Profesional en Diabetes Mellitus
  - Carrera de Especialización en Enfermería Neonatal
  - Carrera de Especialización en Enfermería Oncológica
  - Otros cursos, diplomaturas y seminarios.

### Facultad de Ciencias Empresariales
- GRADO
  - Lic. en Administración de Empresas
  - Lic. en Economía Empresarial
  - Lic. en Contador Público
  - Lic. en Negocios Digitales
  - Lic. en Marketing y Management
  - Lic. en Agronegocios (solo en Rosario)
- POSGRADO
  - Doctorado en Matemática Aplicada y Computacional
  - Maestría en Economía Aplicada
  - Maestría en Finanzas
  - Corresponde al IAE Business School

### IAE Business School
El IAE es la escuela de negocios de la Universidad Austral. La escuela tiene una de las redes de exalumnos más grandes de Latinoamérica, con más de 15.000 graduados, distribuidos en 50 países.
El IAE Business School obtuvo el puesto número 26 en el ranking general de educación ejecutiva del Financial Times, consolidándose entre las mejores 30 escuelas por 13° año consecutivo y ubicándose como la única escuela argentina del ranking. Junto con Insper y la Fundação Dom Cabral de Brasil y el IPADE de México son las únicas representantes de Latinoamérica.

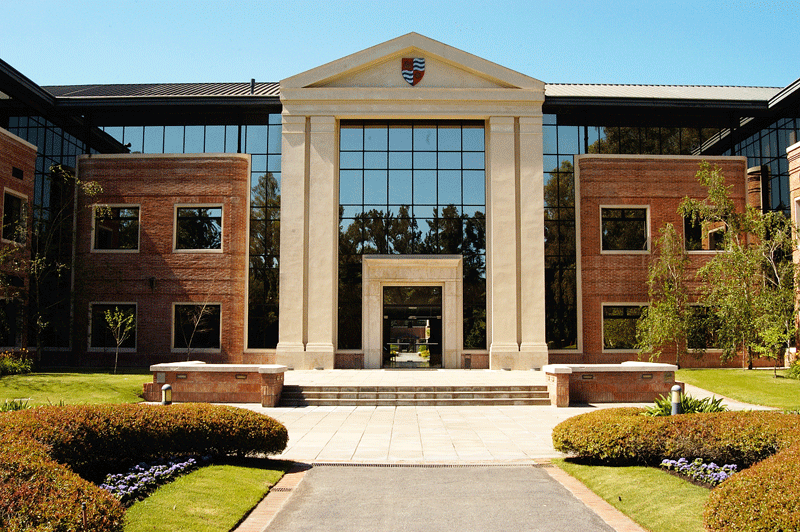
Foto de la entrada principal de la Escuela de Negocios de la Universidad.

La escuela cuenta con la triple acreditación de AACSB (Association to Advance Collegiate Schools of Business) de los Estados Unidos, AMBA (Association of MBAs) de Londres y EQUIS (European Quality Improvement System) de Bruselas, que reconocen la calidad de sus programas de formación a nivel internacional.
Ofrece actividades de:
- POSGRADO
  - Doctorado en Dirección de Empresas (PhD)
  - MBA (Master in Business Administration)
  - EMBA (Executive MBA)
  - PAD (Programa de Alta Dirección)
  - Otros programas ejecutivos (para jóvenes profesionales, gerentes, jefes y alta dirección), programas in-company, programas focalizados y seminarios

### Facultad de Comunicación
- GRADO
  - Lic. en Comunicación Social
  - Lic. en Diseño
- POSGRADO
  - Doctorado en Comunicación
  - Maestría en Comunicación Política
  - Maestría en Gestión de la Comunicación de las Organizaciones
  - Maestría en Gestión de Contenidos
  - Maestría en Comunicación para la Gestión del Cambio
  - Otros cursos, programas ejecutivos, programas in-company, seminarios y diplomaturas

### Facultad de Política, Gobierno y Relaciones Internacionales
- GRADO
  - Lic. en Ciencia Política
  - Lic. en Relaciones Internacionales
- POSGRADO
  - Maestría en Políticas Públicas (MPP)
  - Maestría en Política, Derecho y Gestión Ambiental (MPDGA)
  - Maestría en Relaciones Internacionales (MRI)
  - Otros cursos, programas de especialización, seminarios, jornadas y diplomaturas

### Facultad de Derecho
- GRADO
  - Abogacía
- POSGRADO
  - Doctorado en Derecho
  - Maestría en Derecho (LLM)
  - Maestría en Derecho Penal (MDP)
  - Maestría en Derecho Empresario (MDE)
  - Maestría en Derecho Civil (MDC)
  - Maestría en Derecho Administrativo (MDA)
  - Maestría en Magistratura y Derecho Judicial (MMJ)
  - Maestría en Propiedad Intelectual (MPI)
  - Maestría en Derecho Tributario (MDT)
  - Maestría en Derecho del Trabajo y Relaciones Laborales (MDTRL)
  - Otros cursos, programas de especialización, seminarios, jornadas y diplomaturas

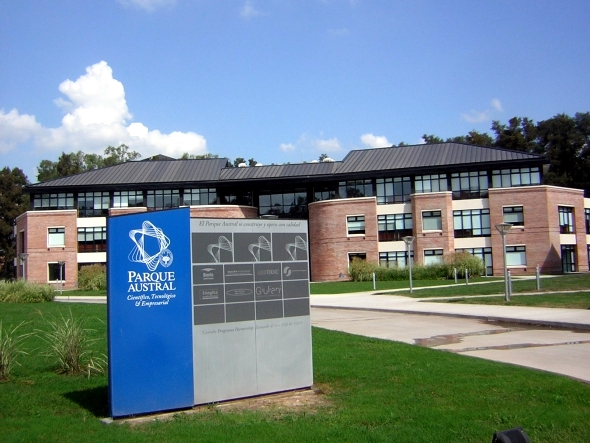
Foto del Parque Tecnológico, Científico y Empresarial.

### Facultad de Ingeniería
- GRADO
  - Ingeniería Industrial
  - Ingeniería en Informática
  - Ingeniería Biomédica
  - Lic. en Ciencia de Datos
- POSGRADO
  - Doctorado en Ingeniería
  - Maestría en Explotación de Datos y Gestión del Conocimiento (Data Mining)
  - Maestría en Gestión de Operaciones
  - Especialización en Ingeniería y Gestión del Mantenimiento
  - Especialización en Gerenciamiento en Gas y Petróleo
  - Otros programas, cursos y diplomaturas

### Facultad de Educación
- GRADO
  - Profesorado Universitario
  - Profesorado Universitario de Educación Primaria (inicio en 2019)
  - Carrera de Organización y Gestión Educativa
- Edificio de Grado de la Universidad Austral, de noche.POSGRADO

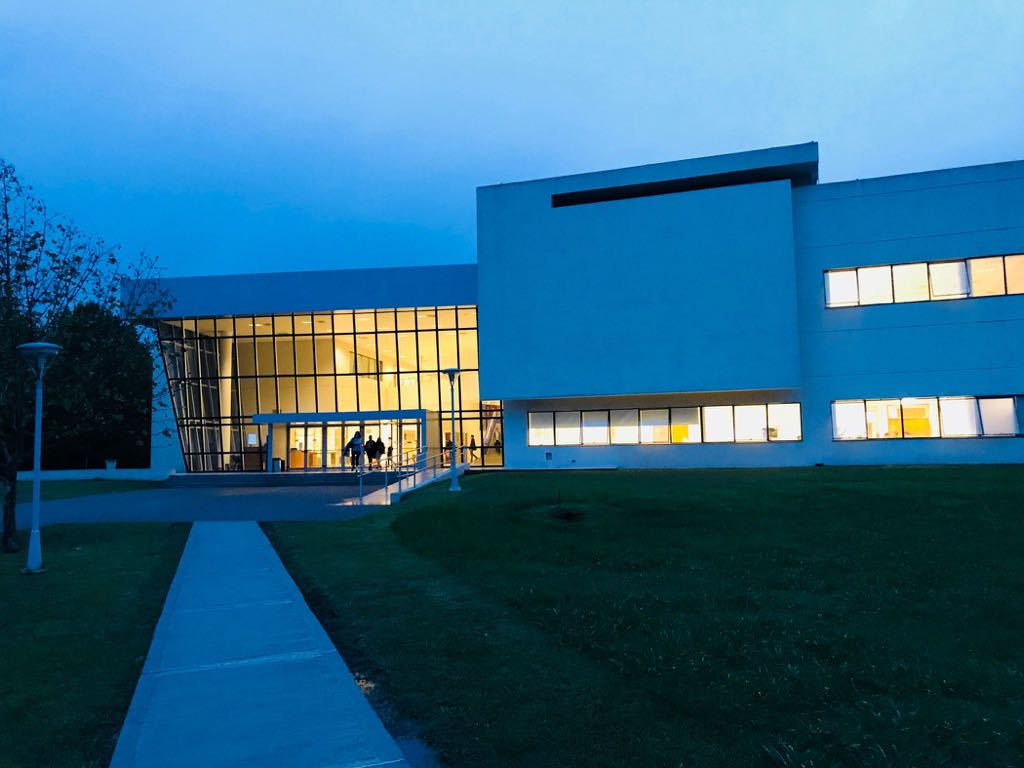
Edificio de Grado de la Universidad Austral, de noche.

  - Maestría en Dirección de Instituciones Educativas
  - Especialización en Dirección de Instituciones Educativas
  - Otros programas, cursos y seminarios

### Facultad de Ciencias para la Familia
GRADO Y PREGRADO
- Licenciatura de Orientación Familiar
- Licenciatura en Ciencias para la Familia

POSGRADO
- Diversas diplomaturas y seminarios

### Facultad de Filosofía
- Maestría en Filosofía y Fundamentos de las Ciencias
- Doctorado en Filosofía y Fundamentos de las Ciencias[16]

## Rankings
La Universidad Austral es una de las universidades argentinas mejor rankeadas internacionalmente. Se posiciona como la mejor universidad argentina de gestión privada y la mejor del país en la categoría "empleabilidad de sus graduados". Además se posiciona muy bien en el ranking QS de las mejores universidades con menos de 50 años. 

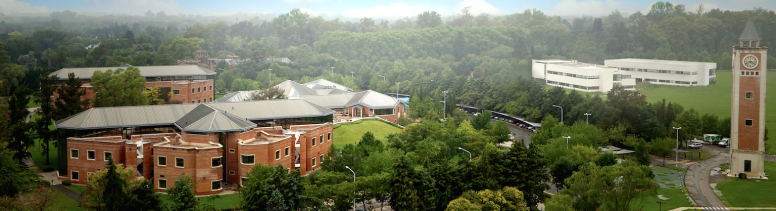
Foto aérea del Edificio de Grado, el Reloj y el IAE en el Campus de Pilar.

|                                       | 2020 | 2019 | 2018 | 2017 | 2016 | 2015 | 2014 | 2013 | 2012 | 2011 | 2010 | 2009 | 2008 |
| ------------------------------------- | ---- | ---- | ---- | ---- | ---- | ---- | ---- | ---- | ---- | ---- | ---- | ---- | ---- |
| World University Rankings             | 400  | 367  | 331  | 308  | 309  | 287  | 317  | 327  | 327  | 353  | 305  | 309  | 416  |
| QS Latin American University Rankings | 33   | 32   | 24   | 24   | 24   | 18   | 20   | 25   | 27   | 13   |      |      |      |
| QS Top 50 Under 50                    | 42   | 34   | 34   | 28   | 31   | 29   | 36   |      |      |      |      |      |      |

## Hospital Universitario Austral

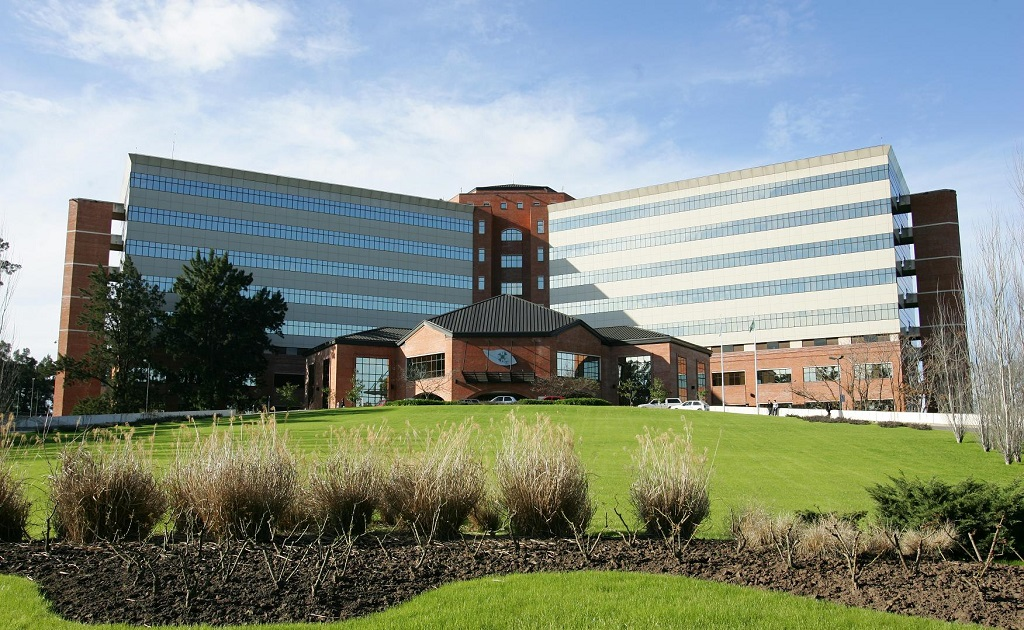
Foto de frente del Hospital Universitario.

Abierto al público en el año 2000 el Hospital Universitario Austral es un centro de salud de alta complejidad perteneciente a la Universidad Austral. Ubicado en el partido bonaerense de Pilar, el HUA es considerado el mejor hospital de la República Argentina y uno de los dos únicos nosocomios argentinos (siendo el otro el Hospital Privado Universitario de Córdoba) en haber conseguido la acreditación de la Joint Commission International.
La destacada estructura del Hospital se encuentra en el Campus de la Universidad abarcando un perímetro de 36 mil m² con extensos terrenos de césped y árboles con el detalle de ubicarse sobre una superficie casi montañosa.
Fue diseñado y construido como un edificio inteligente, con bandas horizontales de vidrio y aluminio y paredes de ladrillo, la circulación interna es independiente para médicos y pacientes, cada sector ha sido proyectado en función de la especialidad que allí se ofrece y su distribución permite la interconexión entre las diferentes áreas.
Para el confort de los pacientes se han tenido en cuenta varias características, desde el paisaje hasta la decoración y el servicio de alimentación o de los cuartos, incluso con disposición de música y televisión. La institución posee además un oratorio en planta baja para quienes quieran hacer uso de ella, en la que se celebra la Santa Misa todos los días. También posee una playa de estacionamiento para más de 400 autos.
El hospital está construido de tal forma que deja lugar para una futura ampliación, en un tercer eje en la parte de atrás. La ampliación se ha visto postergada, no solo por falta de fondos, sino, también, por el incremento de consultorios externos del hospital en Paseo Champagnat, Officia, Luján, etc.
El Hospital Universitario Austral expresa en su misión que es "Una organización Universitaria, dedicada a la asistencia, docencia e investigación biomédica, comprometida con la búsqueda de la verdad y la cultura de la vida, que poniendo especial énfasis en la calidad del trabajo y la seguridad del paciente, orienta toda su labor hacia el servicio de la persona y al desarrollo de los valores humanos y cristianos".